# Astelia solandri
Astelia solandri är en enhjärtbladig växtart som beskrevs av Allan Cunningham. Astelia solandri ingår i släktet Astelia och familjen Asteliaceae. Inga underarter finns listade i Catalogue of Life.